# Stanisław Dragan

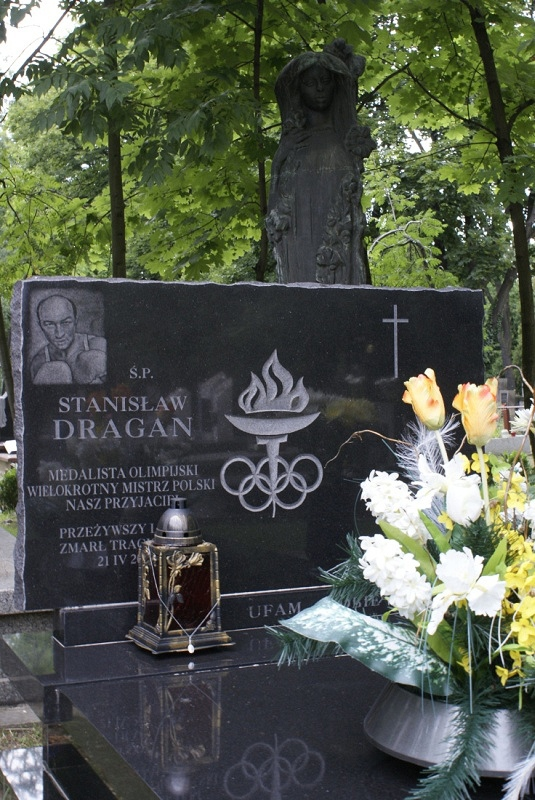
Hrob Stanisława Dragana

Stanisław Dragan (21. listopadu 1941 Sadkowa Góra – 21. dubna 2007 Kasinka Mała) byl polský boxer, který na 19. letních olympijských hrách 1968 v Mexiku získal bronzovou medaili ve hmotnostní kategorii do 81 kg (polotěžká váha).
Stanisław Dragan se narodil v malé vsi Sadkowa Góra poblíž města Mielec v nynějším Podkarpatském vojvodství. Sportovní kariéru začínal ve Warmii Olsztyn (1959–1960), po škole nastoupil základní vojenskou službu, kterou vykonával v Řešově a startoval za tamní Bieszczady, největší úspěchy slavil v době boxování za Hutnik Krakov (1963–1973), končil v Turowě Zgorzelec. Za své úspěchy vděčil trenérům R. Gieczewskému, S. Wiszovi a B. Olejniczakovi. Držel si hmotnost 81 kg při výšce 181 cm. Roku 1978 získal klasifikaci trenéra II. třídy.
Stanisław Dragan se stal šestkrát mistrem Polska (1966, 1967, 1968, 1970, 1971 a 1972), roku 1965 byl druhý. V reprezentaci Polska dosáhl v 15 utkáních devíti vítězství, jedné remízy a pěti proher. Jakkoliv byl dobře stavěný, trénovaný a technicky vyspělý, neměl to při prosazování se mezi boxery snadné. Na počátku kariéry byl jeho hlavním soupeřem trojnásobný olympijský medailista Zbigniew Pietrzykowski, jehož porazil v Římě 1960 ve finále Muhammad Ali. Později to byl Jan Fabich, ke konci kariéry Janusz Gortat, také držitel dvou bronzových olympijských medailí. I proto Dragan mohl startovat pouze na jediné olympiádě. Nejtěžším zahraničním soupeřem byl Ion Monea z Rumunska.
Dragan dvakrát startoval na mistrovstvích Evropy. V Berlíně v r. 1965 porazil Františka Poláčka z Československa, ale ve čtvrtfinále podlehl Peteru Gerberovi z NSR. V Římě r. 1967 hned v 1. kole narazil na výtečného Rumuna Moneu a prohrál s ním stejně jako o rok později na olympiádě. Za své úspěchy v reprezentaci byl jmenován zasloužilým mistrem sportu.
Stanisław Dragan po skončení aktivní boxerské dráhy pokračoval v dráze trenéra (Victoria Jaworzno, Wisla Krakov) a v dalších sportovních funkcích. Dragan byl ženatý, měl ženu Krystynu a syny Jacka a Roberta. Podlehl úrazu, který utrpěl na své farmě ve vsi Kasinka Mała v Malopolském vojvodství.

## Stanisław Dragan na olympiádě v Mexiku

### Box - do 81 kg
V soutěži startovalo 18 borců z 18 zemí. V 1. kole porazil Stanisław Dragan K.O. ve třetím kole Jorge Clementeho z Portorika. Ve čtvrtfinále Stanislaw Dragan narazil na Itala Waltera Facchinettiho a porazil ho na body poměrně přesvědčivě 4:1. V semifinále však nestačil na Iona Moneu z Rumunska, jemuž podlehl 1:4. Společně s Georgijem Stankovem z Bulharska tak získal bronzovou medaili. Titul olympijského vítěze patřil Danu Poznjakovi z SSSR, který porazil hladce Moneu. (V této kategorii boxoval i československý reprezentant Josef Kapín, který byl vyřazen v 1. kole hladce 0:5 Italem Facchinettim)